# ماكسيميليان غوتس
ماكسيميليان غوتس (بالألمانية: Maximilian Götz)‏ هو سائق سيارة سباق ألماني، ولد في 4 فبراير 1986 في أوكسنفورت في ألمانيا.

## وصلات خارجية
- الموقع الرسمي
- ماكسيميليان غوتس على موقع DriverDB.com (الإنجليزية)